# Eberhard Herf
Eberhard Herf (* 20. März 1887 in Krefeld; † 30. Januar 1946 in Minsk) war ein deutscher Offizier, zuletzt SS-Brigadeführer und Generalmajor der Polizei im Zweiten Weltkrieg. Nach Kriegsende wurde er als Kriegsverbrecher hingerichtet.

## Leben

### Jugend
Eberhard Herf war der Sohn des Notars und späteren Justizrates Heinrich Herf und dessen Ehefrau Adele, geborene Schött. Er war Cousin des Maximilian von Herff. Zwischen 1898 und 1896 besuchte Herf die Vorschule des Realgymnasiums Krefeld und anschließend bis 1906 das Gymnasium bis zur Primareife.
Herf trat 1906 als Fahnenjunker in das Hannoversche Jäger-Bataillon Nr. 10 ein und wurde von dort 1911 als Leutnant (N) (Ernennungsdatum war der 18. November 1907) in das Grenadier-Regiment „König Wilhelm I.“ (2. Westpreußisches) Nr. 7 versetzt, das in Liegnitz stationiert war. 1912 wurde er für ein Jahr zum Niederschlesischen Pionier-Bataillon Nr. 5 nach Glogau versetzt. 1913 übernahm Herf das Kommando zur „Bekämpfung von Hochwassernot im Riesengebirge“. Dafür wurde er noch 1913 mit dem Kronenorden IV. Klasse ausgezeichnet.
Im Januar 1914 wurde Herf nach Berlin abkommandiert. Dort nahm er an einem „Seminar für orientalische Sprachen“ teil, dessen Ziel die Erlernung der kisuahelischen Sprache war. Dieses wurde notwendig, da sich Herf auf ein Kommando bei der Schutztruppe in Deutsch-Ostafrika beworben hatte. Doch nach dem Beginn des Ersten Weltkrieges wurde Herf in Europa eingesetzt.

### Erster Weltkrieg
Ab August 1914 bis zum Frühjahr 1915 wurde Eberhard Herf als Adjutant im II. Bataillon des Reserve-Infanterie-Regiments Nr. 7 eingesetzt, wo er am 27. Januar 1915 zum Oberleutnant ernannt wurde. Zwischen Frühjahr 1915 und 1918 wurde er auch als Kompanieführer in diesem Regiment eingesetzt. Daneben wurde er abwechselnd auch als Verwaltungsoffizier eingesetzt, so beispielsweise als Brigadeadjutant. Seine Ernennung zum Hauptmann erhielt Herf am 18. April 1917. Im Stab der 121. Infanterie-Division war er Divisionsadjutant und wurde als Bataillonsführer im Reserve-Infanterie-Regimentes Nr. 56 auch als Frontoffizier eingesetzt.
Anfang 1918 wurde Herf zur „Kraftfahrkampftruppe (Tankwaffe)“ versetzt und führte dort bis November 1918 das Kommando über die schwere Kampfwagen-Abteilung Nr. 12. Während des Krieges wurde Herf mehrfach ausgezeichnet. So erhielt er neben beiden Klassen des Eisernen Kreuzes auch das Österreichische Militärverdienstkreuz III. Klasse mit der Kriegsdekoration verliehen.

### Freikorps und Polizeidienst
Nach Ende des Ersten Weltkrieges war Herf Angehöriger mehrerer Freikorps. So beispielsweise dem aufgelösten Grenadier-Regiment Nr. 7, mit dem er 1918–1919 im Grenzschutz Oberschlesien eingesetzt wurde. 1919 wurde Herf in Berlin als Mitglied des Freikorps Lützow, aus deren Diensten entlassen und trat eine Dienststellung in der Sicherheitspolizei „Frodien“, deren Sitz sich in Frankfurt am Main befand, an. Dort wurde er als Polizeihauptmann eingesetzt. Aus diesem Verband ehemaliger Frontsoldaten wurde noch 1919 die neue „Schutzpolizei Frankfurt“ gebildet, dem auch zahlreiche Polizisten angehörten. Der Schutzpolizei Frankfurt gehörte Herf bis 1926 an. Bereits am 10. November 1919 heiratete Eberhard Herf seine damalige Verlobte Ilse Schulze-Horn. Aus dieser Ehe ging eine gemeinsame Tochter hervor.
1926 verließ Eberhard Herf die Schutzpolizei Frankfurt und wurde nun für ein Jahr Lehrer an der Polizeischule in Hannoversch Münden. Von 1927 bis 1929 war Herf bei der Regierung in Magdeburg tätig. 1929 wurde Herf Leiter der Polizei-Inspektion Gelsenkirchen und war später auch in Gladbeck beschäftigt. Am 1. April wurde Herf dort zum Polizeimajor befördert. Aufgrund von Führungsfehlern bei der polizeilichen Bekämpfung von Straßenunruhen in Gelsenkirchen im Sommer 1931 wurde Herf strafversetzt. 1932 wurde er als „Ia der Gruppe Süd“, als Chef des Stabes, bei der Schutzpolizei Berlin eingesetzt. Dort trat er zum 1. September 1932 der NSDAP bei (Mitgliedsnummer 1.322.780).

### Zeit im Nationalsozialismus
Nach der nationalsozialistischen „Machtergreifung“ im Januar 1933 wurde Herf als Bataillonsführer bei der Landespolizei Berlin eingesetzt, und von 1934 bis 1935 war er Kommandeur der Schutzpolizei im preußischen Weißenfels. 1935 wurde Herf nach der saarländischen Volksabstimmung zum „Reichsetat Schutzpolizei Saarbrücken“ versetzt. In Saarbrücken baute Herf nach Reichsvorbild eine örtliche Schutzpolizei auf, die dort die französisch-orientierte Polizei ablöste. Danach wurde Herf in Saarbrücken rückwirkend zum 1. April 1935 offiziell als Kommandeur eingesetzt. Am 1. August 1935 erfolgte seine Beförderung zum Oberstleutnant der Schutzpolizei und sein Kirchenaustritt. Herf bezeichnete sich nun als „gottgläubig“.
1936 wurde Herf für sechs Monate Interimskommandeur der Schutzpolizei Essen und ging anschließend für 1½ Jahre zur Schutzpolizei Hamburg, wo er Kommandeur der „Gruppe Ost“ wurde. Dort stellte er am 25. August 1938 seinen Aufnahmeantrag in die SS. Ende 1938 bis Ende 1940 übernahm Herf das Kommando über die „Gruppe Nord“ der Berliner Schutzpolizei. In dieser Eigenschaft wurde er am 1. September 1939 zum Oberst der Schutzpolizei ernannt. Ende 1940 wurde Eberhard Herf als Kommandeur in das „Polizei-Regiment Böhmen“ abgestellt und nach Prag versetzt. Auf diesem Posten verblieb er bis Juni 1941.
Im Juni 1941 übernahm Herf das Kommando über das „Polizei-Regiment Nord“, und er wurde nun auch aktiv in die nationalsozialistische Unterdrückungs- und Vernichtungspolitik im Osten Europas eingebunden. Im Oktober wurde Herf als „Kommandeur der Ordnungspolizei“ (KdO) nach Minsk versetzt. In dieser Eigenschaft wurde er auch am 9. November 1941 vom Reichsführer SS Heinrich Himmler in die SS aufgenommen (SS-Nummer 411.970). Herf erhielt in der SS den Dienstgrad eines SS-Oberführers und wurde gleichzeitig als „SS-Führer im Stab RFSS“ geführt. Diesem gehörte er bis zum 1. April 1944 an. Zeitgleich erhielt er von Himmler den Charakter eines Generalmajors der Polizei verliehen, der ihn berechtigte, als Oberst die Rangabzeichen und die Uniform eines Polizeigenerals zu tragen. Am 30. Januar 1942 verlieh Adolf Hitler Herf aufgrund der Aufnahme als „SS-Führer im Stab RFSS“ sowie seines 1932 erfolgten NSDAP-Beitrittes das Recht, zu seiner Uniform den „Ehrenwinkel der Alten Kämpfer“ zu tragen.
Am 30. Januar 1942 erhielt Eberhard Herf seine Ernennung zum SS-Brigadeführer und wurde zeitgleich zum Generalmajor der Polizei ernannt (mit Wirkung vom 1. Januar 1942 und RAD vom 21. Dezember 1941).
Am 16. Februar 1942 wurde Eberhard Herf von seinem Posten als „KdO Minsk“ abgelöst und wurde als Kommandeur der Ordnungspolizei beim SS- und Polizeiführer Charkow, Willy Tensfeld, tätig. Dort verblieb er bis zum Juli 1943. Am 16. Juli 1943 wurde Herf in die Feldkommandostelle des Reichsführers SS berufen und wurde dort bis zum 28. Juli als Chef des Stabes der sogenannten „Bandenkampfverbände“ der SS eingesetzt. Doch in dieser Eigenschaft wurde er wieder vorzeitig abgelöst, da er sich am 19. Juli 1943 schriftlich bei seinem Cousin Maximilian von Herff über die dortigen Verhältnisse beschwerte.
So wurde Herf dann auch, wegen seiner massiven Kritik am „Unternehmen Cottbus“ (20. Mai bis 23. Juni 1943), einem Bandenbekämpfungsprogramm in Weißrussland, auf Betreiben seines Vorgesetzten Erich von dem Bach-Zelewski von Himmler seines Amtes als Stabschef enthoben. Am 29. Juli 1943 schrieb Herf erneut einen Brief an seinen Cousin, in dem er diesem mitteilte, dass er nun aus dem Osten weg wolle, und um eine Versetzung bat.
Zwischen dem 2. August 1943 und dem 1. Februar 1944 wurde Herf erneut als Kommandeur der Ordnungspolizei im Raum Minsk eingesetzt. Doch aufgrund seiner anhaltenden Kritik über Himmlers Haltung und das Vorgehen der SS mit der „slawischen Untermenschenrasse“ wurde er zum 10. Januar 1944 aus der SS ausgestoßen. Damit konnte sich Eberhard Herfs Vorgesetzter Erich von dem Bach-Zelewski bei Himmler durchsetzen, diesen unbequemen „senilen und verbrauchten Offizier“ aus der SS zu entfernen. Die Entlassungsurkunde wurde am 10. Januar 1944 ausgestellt und sollte ein paar Tage später an Herf übergeben werden. Doch hier machte Herfs Cousin Maximilian von Herff seinen Einfluss geltend, der sich gegen einen Ausstoß seines Cousins aus der SS sprach. Und so wurde die bereits angefertigte Entlassungsurkunde nicht von Himmler unterschrieben, der ausgesprochene Ausstoß unwirksam, und die Urkunde wurde der Personalakte Herfs im SS-Personalhauptamt zugeleitet. Anstelle des von Himmler geplanten Ausstoßes aus der SS wurde Eberhard Herf nun am 1. April 1944 von Himmler in den „nicht verdienten, aber Ruhestand“ versetzt. Damit war die aktive militärische Karriere Eberhard Herfs in der Waffen-SS zwar beendet, doch Herf blieb weiterhin Angehöriger der Allgemeinen SS.

### Kriegsende und Hinrichtung
Als Angehöriger der Allgemeinen SS wurde Herf zwischen dem 1. April 1944 bis zum Mai 1945 als „SS-Führer beim Stab des SS-Oberabschnitts Böhmen-Mähren“ eingesetzt. Dort geriet er nach Kriegsende in Kriegsgefangenschaft und wurde in die Sowjetunion überstellt.
Durch ein sowjetisches Militärtribunal wurde Herf mit 17 anderen Angeklagten wie dem Generalleutnant Johann-Georg Richert im Minsker Prozess, der zwischen dem 15. und 29. Januar 1946 stattfand, zahlreicher Kriegsverbrechen angeklagt (insbesondere Befehlsgabe zur Ermordung von Sowjetbürgern) und zum Tode durch den Strang verurteilt. Bereits einen Tag später, am 30. Januar 1946, wurde dieses Urteil öffentlich auf der Pferderennbahn in Minsk vollstreckt.

## Auszeichnungen
- Ehrenkreuz für Frontkämpfer
- Polizei-Dienstauszeichnung 1. Stufe
- Medaille zur Erinnerung an den 1. Oktober 1938
- Medaille Winterschlacht im Osten 1941/42
- Deutsches Reiterabzeichen
- SS-Totenkopfring
- Julleuchter der SS
- Ehrenwinkel der Alten Kämpfer
- Kriegsverdienstkreuz II. und I. Klasse mit Schwertern